# Krnji Grad
Krnji Grad (en serbe cyrillique : Крњи Град) est un village de Serbie situé dans la municipalité de Prokuplje, district de Toplica. Au recensement de 2011, il comptait 35 habitants.

## Démographie
| 1948 | 1953 | 1961 | 1971 | 1981 | 1991 | 2002 | 2011 |
| ---- | ---- | ---- | ---- | ---- | ---- | ---- | ---- |
| 285  | 307  | 264  | 212  | 154  | 105  | 47   | 35   |

|  |